# Battaglia di Ocaña
La battaglia di Ocaña o battaglia di Ocana venne combattuta il 19 novembre 1809 nei pressi del villaggio di Ocaña, vicino a Madrid, tra le forze spagnole del generale Juan Carlos de Aréizaga e un esercito francese nominalmente sotto il comando del re Giuseppe Bonaparte ma di fatto comandato dal maresciallo Nicolas Jean-de-Dieu Soult; la battaglia si concluse con una netta vittoria per i francesi.

## Antefatto
Dopo la vittoria dell'armata anglo-spagnola del generale Arthur Wellesley ottenuta il 28 luglio 1809 nella battaglia di Talavera, e quella ottenuta dal generale Duque del Parque il 18 ottobre 1809 nella battaglia di Tamames, il governo provvisorio spagnolo (Junta Suprema Central) stabilì per l'autunno del 1809 di tentare una complessa manovra per liberare la capitale Madrid, sotto occupazione da parte dei francesi fin dal dicembre del 1808. Nei piani spagnoli, due armate dovevano convergere sulla città con una manovra a tenaglia: la prima, sotto il comando del generale Duque del Parque, doveva arrivare da nord-ovest partendo da Salamanca, mentre la seconda, guidata dal generale Juan Carlos de Aréizaga, doveva avanzare sulla capitale da sud; venne anche tentato di coinvolgere nella manovra l'armata britannica di Wellesley, ma questi, in pessimi rapporti con i comandanti spagnoli e timoroso di vedersi tagliate le fragili linee di comunicazione con la strategica base di Lisbona, decise di rimanere con le sue truppe nei pressi del confine portoghese.
Ai primi di novembre del 1809, l'armata meridionale spagnola si mise in marcia alla volta di Madrid, giungendo il 9 novembre a sole 35 miglia dalla capitale e cogliendo così di sorpresa le scarse forze francesi che la difendevano; invece di attaccare subito, de Aréizaga si fermò per tre giorni per riorganizzare la sua armata, dando così ai francesi il tempo di richiamare altre truppe dalle regioni vicine. L'armata spagnola trascorse diversi giorni a marciare e contromarciare avanti e indietro nel tentativo di aggirare le difese francesi, fino a che i due eserciti non vennero a contatto nei pressi del villaggio di Ocaña.

## La battaglia
Dopo un'ampia schermaglia tra le opposte cavallerie tenutasi il 18 novembre, i due eserciti si disposero per lo scontro la mattina del 19 novembre 1809; i 58 700 spagnoli di de Aréizaga presero posizione a sud-est dell'abitato di Ocaña, mentre i 46 000 francesi del maresciallo Soult (con il re Giuseppe Bonaparte come comandante puramente nominale) si disposero con fronte rivolto a ovest.

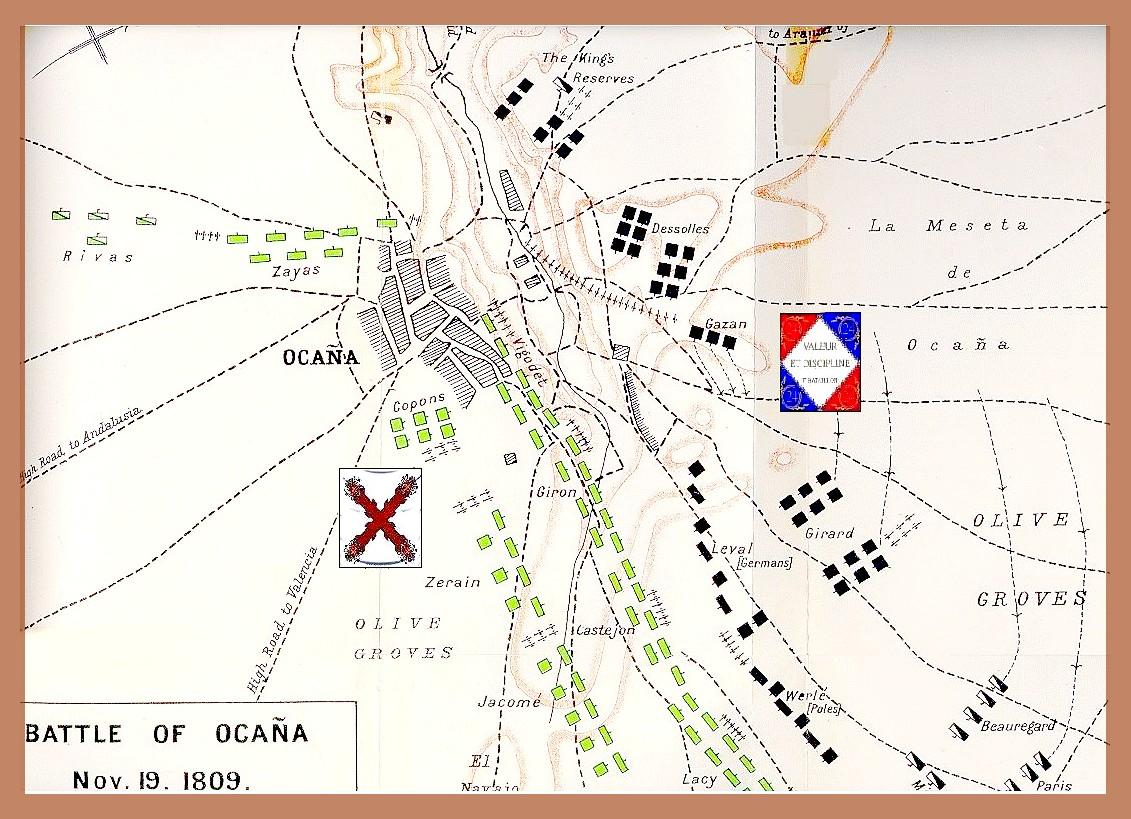
Le posizioni dei due eserciti all'inizio della battaglia

La battaglia iniziò con un deciso attacco del IV Corpo francese del generale Horace Sébastiani contro il centro dello schieramento spagnolo; l'assalto fece indietreggiare gli spagnoli, ma mentre le truppe di Sébastiani si fermavano per permettere alla loro artiglieria di raggiungerle, due divisioni spagnole sotto i generali Castejon e Lacy lanciarono un violento contrattacco, ributtando indietro i francesi e obbligando Soult a inviare parte del V Corpo a sostenere il vacillante IV Corpo. Mentre erano in corso questi scontri, la cavalleria francese del generale Milhaud, schierata sulla sinistra, si avventò contro la destra spagnola, disperdendo la cavalleria nemica e abbattendosi contro il fianco scoperto della divisione di Lacy, proprio mentre Soult lanciava un nuovo attacco con la fanteria del IV e V Corpo.
Pressate sul fronte dai fanti francesi e sul fianco dalla cavalleria di Milhaud, le divisioni spagnole cedettero una dopo l'altra e ripiegarono con disordine verso le loro retrovie, mentre anche la loro sinistra veniva pesantemente attaccata dalle riserve di Soult; ben presto l'intera armata spagnola crollò e si diede a una disordinata fuga verso sud, inseguita dalla cavalleria francese. Al prezzo di 2 000 tra morti e feriti, Soult aveva inflitto una disastrosa sconfitta all'armata spagnola, infliggendole 4 000 tra morti e feriti e circa 14 000 prigionieri.

## Conseguenze
La dura sconfitta patita a Ocaña fece fallire l'ambizioso piano per riconquistare la capitale; il 26 novembre seguente, l'armata settentrionale di del Parque venne sorpresa dal generale Marchand e pesantemente sconfitta nella battaglia di Alba de Tormes, mentre l'11 dicembre Gerona si arrese ai francesi dopo un assedio durato otto mesi. Questa serie di sconfitte aprì ai francesi la via per l'invasione dell'Andalusia, e la Junta Central dovette rifugiarsi precipitosamente a Cadice, dove rimase assediata per i successivi due anni e mezzo.